# Mythenspiel
Das Mythenspiel ist ein Theaterstück des Schweizer Schriftstellers Herbert Meier, welches 1991 anlässlich des 700-Jahr-Jubiläums der Schweizerischen Eidgenossenschaft auf einer grossen Freilichtbühne in Schwyz aufgeführt wurde. Der Name bezieht sich einerseits auf die beiden Mythen, vor deren Kulisse das Theater aufgeführt wurde, und andererseits auf Mythen als Mehrzahl von Mythos. Auf zeitkritische Weise werden im Stück die Mythen der Schweizer Geschichte beleuchtet. Dabei kommen sowohl Sagengestalten als auch historische Figuren vor.

## Handlung
Teiler, ein Mann mittleren Alters, erwacht nach einem Autounfall unter den beiden Mythen. Vinz, der Spielführer, lädt ihn zu einer theatralischen Nachtfahrt ein, die ihn mit Ereignissen und Figuren seiner Herkunft und Geschichte konfrontiert. Diese Nachtfahrt wird zugleich zur Suche nach der Frau, die mit ihm im Auto war. Als Unbekannte begegnet sie ihm auf den verschiedenen Etappen seiner Reise. Teiler erlebt wie im Traum Leiden, Taten, Visionen und Botschaften der Toten, die ihm begegnen. Zuerst wird er von magischen Naturwesen bedrängt, die alle der Urner Sagenwelt entstammen. Er schreibt für die sagenhaften Drei Tellen an einem Freiheitsbrief, ohne zu wissen, dass es sich um eine staatsmythologische Urkunde handelt. Kurz darauf zieht der Trauerzug der geschlagenen eidgenössischen Krieger von Marignano an ihm vorbei. Teiler wird Zeuge einer höfischen Gesellschaft von Patriziern, bei der ein glückliches Fest durch die Pest abrupt beendet wird. Selbst Paracelsus kann ihm nicht aus der daraus resultierenden tiefen Verzweiflung helfen. Im Alten Herrn, der ihm an der Schwyzer Fasnacht begegnet und der Züge Pestalozzis trägt, verkennt er den Menschenerzieher und scheint erst spät dessen Utopien zu begreifen. Er geht an einem Friedensmacher wie Dunant, der zum Clochard verkommen ist, vorüber. Eher bewundert er Tourismuspioniere wie die Obwaldner Bucher und Durrer, welche die Berge zu einem mechanischen Gehäuse umfunktionieren. Die Botschaft vom «Urgesetz Freiheit», die ihm der Philosoph Troxler anvertraut, vergisst er, sobald er ins Machtfeld der neuen Staatsgründer und ihrer Widersprüche gerät. Nach einem apokalyptischen Wetterleuchten, den Bau des Gotthardtunnels vor Augen, erwacht Teiler. Vinz, der ihn im Verlauf des Spiels vielen Täuschungen ausgesetzt hat, ruft ihn zu den Lebenden zurück. Inmitten vieler Zeitgenossen wartet auch seine Frau Barbara auf ihn.

## Figuren
Viele in Vergessenheit geratene Figuren aus Brauchtum und Sagenwelt kommen im «Mythenspiel» vor. Die sirenengleichen Stegkatzen, die nach alter Volksüberlieferung an den Brücken «als Übergang vom Bekannten zum Unbekannten» auf nächtliche Wanderer lauerten, wurden von Herbert Meier als lockende Ablenkung an den Rand der Autobahnen versetzt. Das Greiss von Surenen stammt wie die Stegkatzen aus dem Sagenbuch «Der Goldene Ring von Uri» von Eduard Renner. Das durch frevelische Taufe zum Ungeheuer gewordene Tier taucht immer dort auf, wo ein Verstoss gegen die gültige Sitte und Moral geschieht. Der ebenso ungeheuerliche Glasscheibenhund ist schwarz und blendet unvorsichtige Menschen mit seinem gewaltigen Stirnauge. Im «Mythenspiel» ist sein grelles Fernlicht für den Autounfall zu Beginn verantwortlich.
Aus den «Schwyzer Sagen» von Hans Steinegger stammt die Sage von den Drei Tellen, die immer dann kommen würden, wenn sich das Vaterland in Not befände. Der Überlieferung zufolge weilen sie immer noch auf der Erde, um ihr Land vor schlimmem Unglück zu bewahren. Einer der Männer soll Wilhelm Tell gewesen sein, die anderen wohl Walter Fürst von Uri und Werner Stauffacher von Schwyz. In Anspielung an Marignano erzählen die Drei Tellen im «Mythenspiel» von einer grossen Schlacht, wodurch sich die Grenzen zwischen Mythos und Geschichte verwischen.

## Offizielles Festspiel im Sommer 1991

### Wiederbelebung einer Festspieltradition
An den Schweizer Jubiläumsfeiern 1891 und 1941 kam in Schwyz jeweils ein pompöses Festspiel, geprägt von Heldentum und Patriotismus, zur Aufführung. Dies trifft besonders auf 1941 zu, als die Feiern und das Festspiel (Regie Oskar Eberle) im Zeichen der Geistigen Landesverteidigung standen. Ob ein ähnliches Schauspiel auch 1991 wieder organisiert werden sollte, stand lange zur Diskussion. Das ursprüngliche Konzept für eine Landesausstellung CH91 rund um den Vierwaldstättersee scheiterte 1987 in einer Volksabstimmung. Als Alternative beschloss der Bund 1989, ein Konzept mit dezentralen Feiern in allen Landesteilen zu realisieren. Dazu gehörte auch ein neuerliches Festspiel in Schwyz. 
Das Schwyzer Organisationskomitee beauftragte Herbert Meier, ein passendes Theaterstück zu schreiben. Für die Musik konnte der junge Zürcher Komponist Daniel Schnyder gewonnen werden. Schwieriger gestaltete sich die Suche nach Regisseur und Hauptdarstellern, weil sich viele kritische Schweizer Künstler nach dem Fichenskandal nicht an einem solchen Festanlass beteiligen wollten. Der Wiener Hans Hoffer jedoch war bereit und übernahm zugleich Regie und Konzeption der Bühnenbauten. Trotz finanziellen Nöten gelang es, in einer kurzen Bauphase von nur vier Monaten auf dem Brüölareal in Schwyz eine grosse Freilichtbühne zu erstellen, die dem Landschaftstheater, welches Herbert Meier vorschwebte, entsprach. Die Bühne bezog die Landschaft sowie benachbarte Patrizierhäuser optimal mit ein. Das «Wahrzeichen» der Konstruktion bildete ein überdimensionierter, zweidimensionaler Kopf, dessen Blick auf die Mythen gerichtet war und durch den die Zuschauer die Tribünenplätze erreichten. Um die Landschaft in die abendlichen Aufführungen einzubeziehen, kamen Laserkanonen und andere technische Effekte zum Einsatz.
Für das Ensemble des «Mythenspiels» konnten professionelle Schauspieler, vor allem aus Deutschland und Österreich, rekrutiert werden, welche die lokalen Laiendarsteller ergänzten und die Hauptrollen übernahmen. Das Stück feierte seine Premiere am 20. Juli 1991 mit einer etwas über zweistündigen Aufführung. Bis zum 7. September wurde das «Mythenspiel» insgesamt 24-mal aufgeführt.

### Kritik an Stück und Aufführungen
Das Budget von nahezu zehn Millionen Franken allein für das Festspiel wurde stark kritisiert. Auch der Inhalt des Stücks wurde nach der Premiere von den Medien als «zu abgehoben» kritisiert, obwohl sich die meisten Zuschauer beeindruckt zeigten. Das schlechte Medienecho und der ungewohnte Bruch mit der heroischen Festspieltradition trugen dazu bei, dass das «Mythenspiel» einen Besuchereinbruch verzeichnete. Statt der erwarteten 80'000 kamen nur knapp 50'000 Besucher, was einen Grossteil des Defizits der Aufführungen im Umfang von rund 1,5 Millionen Franken ausmachte.

### Besetzung
- Bernhard Schir: Teiler
- Reiner Schöne: Vinz
- Charlotte Schwab: Die Erste Frau, Eugenia, Lydia, Barbara
- Michaela Pilss: Die Zweite Frau, Die Unbekannte, Celinda
- Heinz Bühlmann: Der Erste Graue (Stimme), Der Mittlere Tell, Bucher
- Rainer Suter: Der Zweite Graue (Stimme), Durrer
- Hanspeter Annen: Der Alte Tell
- Daniel Hedinger: Der Junge Tell
- Robert Dietl: Der Patrizier, Der Präsident
- Alain Lecoultre: Der Kardinal
- Marcello Ronchietto: Serenus
- Juraj Kukura: Potterlo
- Reinhard Horras: Paracelsus
- Pia Weibel: Hudi
- Peter Lerchbaumer: Der Alte Herr
- Tonio Arango: Troxler
- Michael Evers: Der Übersetzer
- Oscar Bingisser: Der Junge Redner

### Fest der Eidgenossenschaft
Nebst dem «Mythenspiel» fanden 1991 im ganzen Land weitere Festivitäten aus Anlass des 700-jährigen Bestehens der Eidgenossenschaft statt. Die offiziellen Anlässe, welche, wie beispielsweise die Forschungsausstellung Heureka in Zürich, über das ganze Jahr verteilt stattfanden, gipfelten im fünftägigen Fest der Eidgenossenschaft in der Region Innerschwyz. Zum Tag der Jugend wurde am 31. Juli aus jeder Schweizer Gemeinde ein Schulkind auf das Rütli eingeladen. Dort erhielten die Kinder im Beisein von Bundespräsident Flavio Cotti eine Botschaft, die sie in ihrer Gemeinde an der Bundesfeier verlesen sollten. Am 1. August begrüssten die Urkantone den Bundesrat und andere Ehrengäste zu Feiern auf dem Rütli, in Brunnen und Schwyz. Vom 2. bis 4. August schliesslich fand in Brunnen ein Volksfest mit Brauchtumsgruppen aus der ganzen Schweiz sowie mit Feuerwerken über dem Vierwaldstättersee statt.
Als einzige dauerhafte Erinnerung an die 700-Jahr-Feiern dient der im Mai 1991 eröffnete Weg der Schweiz. Das seit 1995 bestehende historische Museum Forum Schweizer Geschichte in Schwyz sollte ursprünglich ebenfalls im Rahmen des Jubiläums realisiert werden.